# Hyperaspis borealis
Hyperaspis borealis är en skalbaggsart som beskrevs av Theodosius Grigorievich Dobzhansky 1941. Hyperaspis borealis ingår i släktet Hyperaspis och familjen nyckelpigor. Inga underarter finns listade i Catalogue of Life.